# 마지스 SC
마지스 SC(아랍어: نادي مجيس الرياضي)는 마지스를 연고로 하는 오만의 축구단이다. 현재 오만 1부 리그에 참가하고 있다.